# Universidad Bautista de Arlington
La Universidad Bautista de Arlington (en inglés: Arlington Baptist University) es una universidad privada bautista, ubicada en Arlington (Texas), Estados Unidos. Es el instituto educativo superior oficial de la Comunidad Bautista Mundial.

## Historia
La universidad fue fundada por J. Frank Norris en 1939 bajo el nombre de Instituto Bíblico Bautista. Comenzó con 16 estudiantes. Las primeras clases se impartieron en la Primera Iglesia Bautista de Fort Worth, en Texas (Estados Unidos). Los primeros egresados se convirtieron en pastores o misioneros por medio de la Comunidad Bautista Mundial.
En 1945, su nombre cambió al de Seminario Bíblico Bautista. En los años 1950 se mudó a su actual localidad, en Arlington, Texas, y su nombre cambió una vez más, en esta ocasión al nombre actual. Su rector es el Dr. Daniel L. Moody.
El campus de Arlington es notable por ser el sitio del antiguo casino Top O' Hill Terrace. Debido a su notoriedad, el campus fue declarado un sitio histórico del estado de Texas el 17 de mayo de 2004.
En 2017, la escuela lleva el nombre de Universidad Bautista de Arlington.